# Кодекс 047
Кодекс 047 (Gregory-Aland) — унциальный манускрипт IX века на греческом языке, содержащий текст четырёх Евангелий, с малыми лакунами, на 152 пергаментных листах (20,5 x 15,2 см).

## Особенности рукописи
Текст на листе расположен в форме крижа, 37 строк на страницу.
Текст рукописи отражает византийский тип текста. Рукопись отнесена к V категории Аланда.
Рукопись хранится в библиотеке Принстонского университета (Μed. and Ren. Mss. Garrett 1), в Принстоне.